# Nicolas Meyrieux
Nicolas Meyrieux, né à Grenoble le 8 juillet 1986, est un humoriste engagé, vidéaste web et agriculteur français.
Il réalise des spectacles, une web-série La Barbe et une émission Le Too Late Show.
Il devient exploitant agricole pluriactif dans les Landes et montre, dans le film Nouvelles graines, le quotidien parfois difficile de jeunes exploitants voulant conduire une exploitation en accord avec les règles de la nature.

## Biographie

### Enfance et formation
Nicolas Meyrieux est originaire de Grenoble. D'après lui, son père est kinésithérapeute et sa mère médecin et il a suivi, plus pour satisfaire ses parents que par vocation, des études en faculté de médecine. C'est l’artiste Philippe Parreno, son oncle et parrain, qui l'encourage à devenir comédien.
À 22 ans, Nicolas Meyrieux renonce à ses études et s'inscrit au cours Florent . Il quitte cette école sur les conseils de son professeur.

### Carrière
Il joue dans diverses salles et des scènes ouvertes.
Il échoue au FIEALD du théâtre Trévise. Il déclare avoir perdu sa motivation vacille après cet échec et d'autres problèmes (agression dans le métro, perte de son travail alimentaire).
Les vidéos qu'il commence alors à poster, avec des moyens de fortune, sur Dailymotion font quelques vues mais ne rapportent pas,. En 2010, sans attache et en proie au mal-être, il quitte la capitale, est hébergé chez plusieurs amis,pour finalement se retrouver à Hossegor, où il peut concilier un nouveau travail de serveur et le surf, son sport favori. Fin 2011, il retourne sur scène à Paris où ses sketchs, plus engagés, ne trouvent pas encore leur public ; il joue, avec un jeune humoriste Réda Seddiki, dans un bar de Pigalle Nicolas Meyrieux et Reda Seddiki se partagent l'affiche. Parallèlement, il continue à sortir les vidéos de la série le NiShow.
En 2012, il est repéré par le producteur dénicheur de talents Gérard Sibelle et Dominic Le Bé, organisateur du Festival Top in Humour. Grâce à eux, il écrit son premier spectacle et touche son premier cachet avec l'opportunité de jouer un spectacle entier.

#### Le spectacleNicolas, la vie c'est plus fort que toi(2012-2014)
En 2012, il propose le One-man-show Nicolas, la vie c'est plus fort que toi, présenté à La Cible, un théâtre parisien. Son spectacle obtient un prix au Festival Top in Humour 2013. Un collaborateur de Pierre-Emmanuel Barré, Philippe Noujaim, l'aide à le rendre plus politique pour être présenté au festival d’Avignon  2014.

#### L'émission de télévisionOn n'demande qu'à en rire(2013-2014)
En avril 2013, il se produit pour la première fois dans l’émission de Laurent Ruquier On n'demande qu'à en rire. L'artiste estime que, pour des questions d'Audimat et comparé à d'autres humoristes, ses passages ont été restreints mais que cette expérience lui a permis de se faire connaître du public, de gagner en professionnalisme et de trouver un agent, Daphné Thavaud, la sœur de Norman.

#### La web-série et série téléviséeLa barbe(2014-2019)
En 2014, il lance La Barbe, une web-série sur YouTube traitant de sujets de société comme les inégalités, le sexisme, l’élevage intensif, le réchauffement climatique, la déforestation et le greenwashing. Le nom vient de l'expression « la barbe » voulant dire « en avoir marre »). Les informations présentent dans le spectacle sont fournies par des membres du média La Relève et la Peste.
Les premiers épisodes de La barbe, en format Web, sont sur la chaîne Au Féminin (devenue La tribu), producteur initial de la série. Ces programmes sont ensuite repérés et produits par des sociétés de production pour la télévision (Step By Step Productions puis IRL) pour être diffusés sur France 4 dans L'autre JT (où Nicolas Meyrieux est chroniqueur) puis sur France TV Info.
Postée début janvier 2019, sa 58e et dernière chronique, porte sur l'effondrement environnemental ; elle sera visualisée de nombreuses fois dès sa sortie (au 27 août 2019 ont été relevées plus de 287 000 vues).

#### Le spectacleDans quel monde vit-on?(2015)
En 2015, il joue le stand-up Dans quel monde vit-on ? dans lequel il développe des sujets relatifs à l'écologie, l'hypersexualisation de la société et le suicide.

#### La web-sérieThe Cell(2017)
Nicolas Meyrieux est acteur dans la web-série en 10 épisodes The Cell du réalisateur Guillaume Lubrano, mélangeant science-fiction, aventure et humour sur la chaîne Studio 4 via France Télévisions Nouvelles Ecritures,.

#### Spectacles depuis 2017
Au 4e trimestre 2017, l'artiste, se définissant comme « humoriste conscient » revient avec un nouveau spectacle En rodage, prélude à État des lieux, début 2018, un spectacle sur le devenir de la planète Terre où « la caution risque de ne pas nous être rendue ». Sur une mise en scène de Romain Thunin, ses sketchs, de plus en plus engagés, allient rire et réflexion. Alternant jeu de rôle, interpellation du public et recours à la vidéo, il dresse un état d'alerte sur les dommages causés à notre planète et les inégalités qui en découlent, domination pour certains, exclusion pour d'autres avec l'objectif de faire prendre conscience de l'urgence écologique sans culpabiliser l'auditoire.
En 2020, sort un nouveau spectacle On sait pas, ayant pour thème la crise écologique pour les solastalgiques.

#### Habitons demain(depuis 2018)
Sur TF1, il présente depuis 2018 un programme court hebdomadaire Habitons demain, réalisé et produit par les équipes de TF1 Production, avec le concours d'une enseigne de grande distribution, mettant en avant des innovations dans le domaine de l'habitat.

#### Too Late Show(2021)
En 2021, il participe au Too Late Show de France.tv Slash. À partir de ce travail préparatoire, les enquêtes sont coécrites et présentées par Nicolas Meyrieux, sur un ton humoristique et grinçant.

#### Nouvelles graines(2022)
En 2022, il coréalise pour France TV le documentaire Nouvelles graines. Le film traite, sur quatre saisons, des nombreuses difficultés rencontrées pour concrétiser ce projet en permaculture : du financement aux échéances des prêts à honorer, du travail sans compter jusqu'à l'épuisement professionnel,.

#### Depuis 2023
En 2025, il fait un spectacle à Locmaria.

## Engagements et prises de position

### Écologie
Dans une interview, il déclare avoir voulu ajouter le thème de l'écologie dans ses spectacles en 2009, après le visionnage du documentaire Océans. Il déclare s'inspirer de l'humoriste américain George Carlin car selon Nicolas Meyrieux, George Carlin « arrive à dire des choses aux gens et à les faire rire avec ». Pour l'inspiration de ses textes, il déclare lire des rapports ou des journaux et magazines,. Il fait appel à l'équipe du média La Relève et la peste pour faire les recherches et vérifier les sources des sujets qu'il prépare,.
Il fait partie des vidéaste cités dans l'article Comment le journalisme environnemental s'affranchit des normes.

### Influence
Les vidéos de Nicolas Meyrieux ciblent principalement un public jeune, écologiste, décroissant et luttant contre le dérèglement climatique dans la lignée de Greta Thunberg. Sur Instagram, une étude de l'algorithme de 2019 montre que, parmi les influenceurs, Nicolas Meyrieux se détache, juste après Greta Thunberg, sur le fil d’actualité d'un militant écologiste.
Selon Nicolas Meyrieux : « Vincent Verzat avec sa chaîne YouTube Partager c’est sympa, a plus d’impact que certaines ONG. ».

### Politique
Il dit croire en la politique mais pas aux candidats à l'élection présidentielle qui, eux, font carrière et non de la politique. Ainsi, en 2017, en coproduction entre sa nouvelle société Making Barbe et Greenpeace, il décortique avec humour mais sans complaisance le programme des cinq plus gros candidats à l’Élysée.
Pour contester des projets ou décisions jugés iniques, il est favorable et encourage à la désobéissance civile, estimant la violence nécessaire, même si lui-même ne participe pas, estimant qu'il y a des paliers à franchir dans l'action militante, « faire des petits gestes qui vont amener vers d'autres choses »,.

### Réchauffement climatique, mode de vie et consommation
Nicolas Meyrieux déclare dans une interview pour France Inter être devenu végétarien pour lutter contre le réchauffement climatique. Il fait partie d'un collectif d'artistes et de personnalités qui se sont engagés pour la planète à changer leurs propres habitudes au quotidien et en tournée mais aussi à inciter tous leurs fans et abonnés (followers) à faire de même. Pour sa part, il privilégie les transports actifs (bicyclette), ne prend pas l'avion, consomme des fruits et légumes biologiques locaux et en vrac de préférence, privilégie les produits durables, achète des habits fabriqués en France, trie ses déchets, limite sa consommation d'énergie, évite le suremballage, n'achète pas de bouteilles en plastique notamment. Il déclare ne pas vouloir faire d'enfant afin de lui éviter d'avoir à subir l'effondrement. Il s'oppose au développement durable en prônant la décroissance. Sur ce sujet, il participe au second J-Terre présenté par Félicien Bogaerts avec Élise Lucet comme invitée.
Fin 2018, avec une soixantaine d'autres youtubeurs parmi les plus influents, il participe au lancement de l'appel #OnEstPrêt, consistant en des défis lancés aux jeunes internautes pour changer leurs habitudes alimentaires et réduire leur consommation d'énergie,. La même année, parmi une vingtaine de youtubers, il clame dans la vidéo Il est encore temps et sur un site Internet dédié, la nécessité d'agir par des actions pour la planète et de participer aux marches pour le climat.
Fin 2018, Nicolas Meyrieux apparait dans la vidéo L'affaire du siècle, où quatre associations et trente deux personnalités attaquent l’État en justice pour inaction face au dérèglement climatique, avec appel au soutien par partage de la vidéo et signature d'une pétition.

### Agriculture
En 2019, lors des négociations européennes pour la nouvelle Politique agricole commune (PAC en abrégé), un collectif de trente six membres Pour une autre PAC, se constitue et lance une campagne Tablons sur nos paysan.nes ! . Il fait appel à Nicolas Meyrieux qui s'engage dans une vidéo de présentation auprès de la communauté YouTube. Il y conteste le système en vigueur de répartition des aides et milite pour une meilleure redistribution des subventions en faveur d'une transition agroécologique « bonne pour la santé et respectueuse de la planète » se substituant à « ce modèle productiviste de merde ».
L'année suivante, fidèle à son engagement personnel et à ses convictions, il présente une série de quatre vidéos d'une web-série pour le groupement des agriculteurs biologiques de Loire-Atlantique, le GAB 44. Par cette campagne bénéficiaire de financements publics, le GAB 44 souhaitait apporter une réponse au fréquent dénigrement de l'agriculture biologique, en mettant en avant qu'il s'agit là d'une pratique agricole respectueuse de l'environnement dont le cahier des charges concerne tout à la fois producteurs et consommateurs. Nicolas Meyrieux montre le quotidien d'un agriculteur bio en adoptant, comme à son habitude, un ton volontiers décalé et des formats courts pour faire rire en éveillant les consciences d'un public plutôt jeune.
Concernant les solutions, plutôt que de continuer à concentrer les habitants loin de la nature dans des villes déshumanisées, il soumet l'idée d'un retour à la paysannerie avec recours massif au maraîchage de 10 % de la population française : un paysan, rémunéré à sa juste valeur, travaillant quarante heures par semaine, nourrissant dix personnes sur une parcelle de 1 000 m2 travaillée professionnellement en polyculture biologique, permettant d'atteindre l'autonomie à l'échelle du pays en fruits et légumes,.
Toutefois, après s'être confronté à la réalité du métier d'agriculteur, sa position évolue largement, il ne rejette plus totalement l'agriculture conventionnelle et déclare : « Je ne pense pas qu’on puisse vivre de la permaculture. La plupart des exploitants en permaculture vivent de la formation. C’est une énorme nuance, et c’est ça que je veux faire ».

### Projet de forêt comestible
En 2019, Nicolas Meyrieux déménage dans les Landes, apprend le métier d'agriculteur et passe un diplôme de responsable d'exploitation agricole. Il voulait initialement créer un écovillage, afin de tendre vers l'autosuffisance, mais son projet évolue (il ne pense plus que la permaculture soit économiquement viable). Il souhaite mettre en place localement une forêt comestible (une ancienne forme d'utilisation des sols en plusieurs étages de végétation, un concept peu présent en France et qui fait l'objet de recherches) en y intégrant un volet pédagogique.

## Controverses

### Sur la sérieLa Barbe
Concernant la série La Barbe, dans un article de 2016, le groupe d'information professionnelle des secteurs de l'agriculture et de l'alimentation Réussir, proche de la FNSEA, reconnaît un humoriste « plein de talent » tout en soulignant qu'« un avis trop tranché conduit forcément à quelques raccourcis. Mais c’est aussi énorme que drôle. ».

### Accusations de complotisme
Gil Rivière-Wekstein note dans son article Nicolas Meyrieux, un humoriste écolo-décroissant finalement pas très drôle, que l'humoriste « n’hésite pas à flirter avec les milieux complotistes les plus radicaux ». Il précise ensuite que ses convictions « ne l'empêchent pas de participer, comme d’autres au sein de la mouvance écologiste, à l’émergence de ce que certains qualifient de "confusionnisme" ».
Sur les accusations de complotisme, Nicolas Meyrieux estime que le groupe Bilderberg, rassemblement annuel et informel non médiatisé de personnalités, relève du complot, mais pas du conspirationnisme.

### Collaboration avec Pollinis
Nicolas Meyrieux collabore avec l'association Pollinis, une association contre l’extinction des abeilles, fondée par Nicolas Laarman, membre de la famille Laardman est accusée de marketing aggressif,.

### Collaboration avecLa Relève et la Peste
Il a travaillé avec le média La Relève et la Peste, qui a publié un manifeste d’Étienne Chouard.

### Collaboration avec Kokopelli
Nicolas Meyrieux a collaboré avec Kokopelli, dont le fondateur est accusé d'antisémitisme.
Selon Thomas Durand : « entretenir les gens dans la peur de ce qu’ils mangent [à propos des pesticides], ce qu’ils boivent, ce qu’ils respirent avec des mauvais arguments, ce n’est pas éthique, cela dégrade la qualité de vie de ceux qui vous croient et qui s’angoissent pour de mauvaises raisons. Ce n’est pas correct, et on devrait donc éviter de le faire. ».

## Publication
- Préfacier du livre de Julie Bernier, Zéro déchet. Le manuel d'écologie quotidienne - Simple, pratique et à l'usage de tous, Éditions Solar, 27 février 2020, 256 p. (ISBN 978-2-263-16980-9, lire en ligne).

## Vidéographie
- Victor Janjic, « Documentaire sur la tournée des fermes, spectacle itinérant : En attendant que le monde s'effondre », 2023 (consulté le 30 septembre 2023).